# Kim Joo-sung
Pour les articles homonymes, voir Kim Joo-sung (basket-ball).
Dans ce nom coréen, le nom de famille, Kim, précède le nom personnel.
Kim Joo-sung (né le 17 janvier 1966 à KangWon-Do) est un footballeur sud-coréen qui évoluait au poste de milieu de terrain. 

## Biographie
Il a disputé trois coupes du monde avec l'équipe de Corée du Sud en 1986, 1990 et 1994. Il compte 76 sélections nationales (13 buts). 
Il a été élu trois fois meilleur joueur asiatique de l'année en 1989, 1990 et 1991. Il a joué en Bundesliga au VfL Bochum. 

## Clubs
- Cho Sun University ( Corée du Sud)
- Daewoo Royals ( Corée du Sud)
- VfL Bochum ( Allemagne)